# Barham Salih
Barham Salih (Suleimaniya Iraaks-Koerdistan, 12 september 1960) is een Irakees-Koerdisch politicus. Tussen 2018 en 2022 was hij de president van Irak.
Namens de Patriottische Unie van Koerdistan van Jalal Talabani was Salih jarenlang premier van het autonome Koerdistan, onder president Massoud Barzani. In oktober 2018 volgde hij Fuad Masum op als president van Irak. De president staat in Irak boven de partijen en houdt afstand van de dagelijkse politiek. In de machtsverdeling die sinds de invoering van de parlementaire democratie wordt gebezigd, valt het presidentschap toe aan een Koerd.
Bij de presidentsverkiezingen in het parlement op 13 oktober 2022 werd Salih verslagen door zijn partijgenoot Abdul Latif Rashid. Twee weken later werd hij door Rashid opgevolgd als president.
- Gemeinsame Normdatei: 1171095406
- Virtual International Authority File: 4151154260652324480001
- WorldCat: E39PBJyxgMGyjHX99c3rMPpByd